# Кабаль
Министерство КАБАЛЬ (англ. CABAL Ministry) — группа высокопоставленных чиновников, сконцентрировавших в своих руках власть в Англии (включая Уэльс), Шотландии и Ирландии после реставрации Стюартов, в 1668—1674 годах.

## Члены министерства
После роспуска Министерства Кларендона в 1667 году, правительство при Карле II составила группа из пяти членов Тайного совета (барона Клиффорда, барона Эшли, герцога Бэкингема, графа Арлингтона и герцога Лодердейла), которая получила известность как «Министерство КАБАЛь» или «Министерство Интриги», («cabal» означает «интрига, заговор», начальные буквы титулов министров образовали это слово).
Как может государство процветать,
Когда им управляют эти пять:
Английский дог, тупой баран,
Крот, дьявол и кабан?
Эта группа сформировала комитет Совета по иностранным делам. Через этот комитет и их собственные учреждения эти пятеро смогли управлять государственной политикой в стране и за рубежом. Понятие организованной группы в правительстве, в противоположность абсолютистской королевской власти, было воспринято многими как угроза авторитету трона. Другие видели в ней подрыв власти парламента, поскольку близкие отношения Бэкингема с королём сделали «Министерство Интриги» непопулярным у некоторых реформаторов. Название Cabal («интрига») воспринималось как следствие заговора, вызвавшего падение и судебное преследование Кларендона, и во всё более и более скрытном поведении правительства. Однако, между этими пятью людьми, имелись острые идеологические разногласия, от парламентского идеализма Эшли до самодержавного абсолютизма Лодердейла.

Члены «Министерства Кабаль»
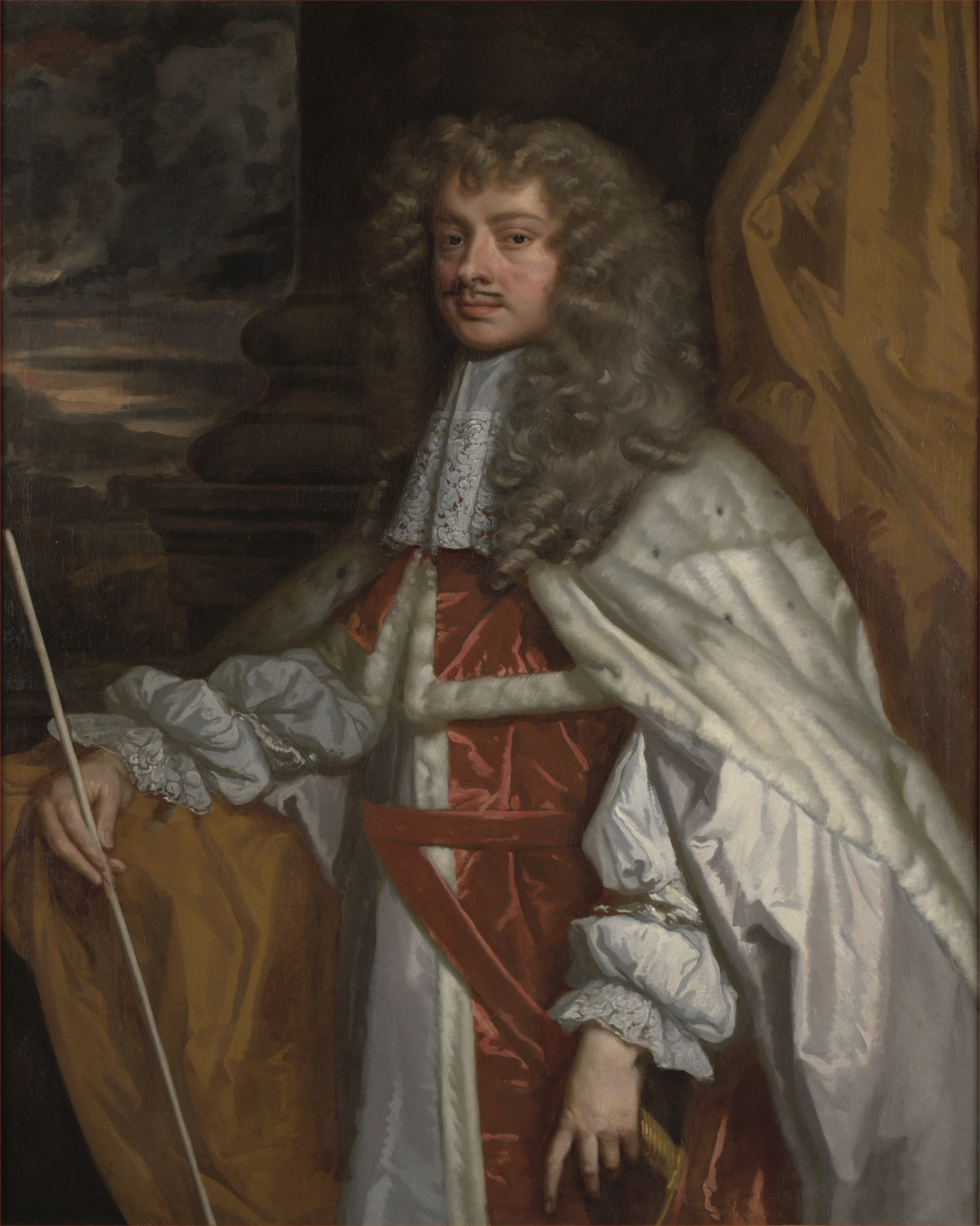
Томас Клиффорд (1-й барон Клиффорд Чедли 1630—1673)
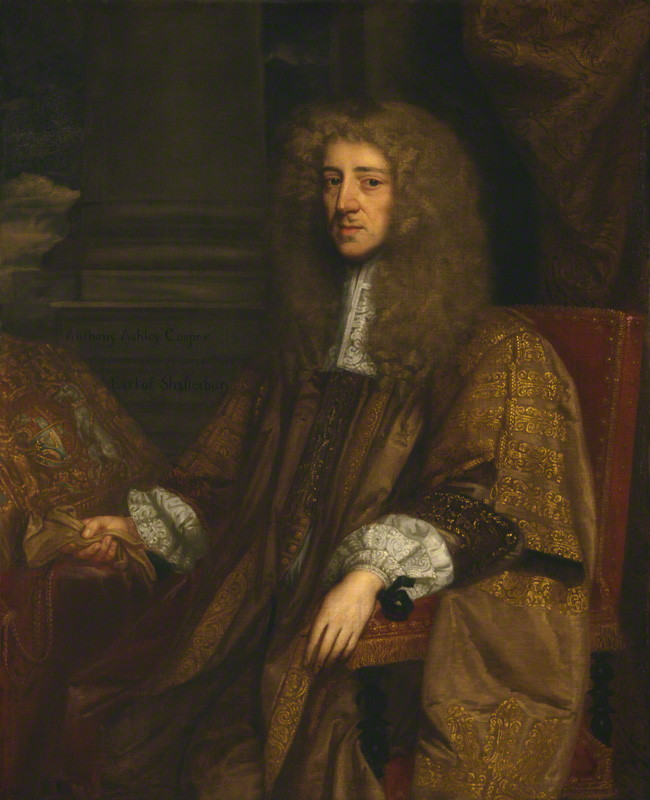
Барон Эшли (1st Baron Ashley 1621—1683)
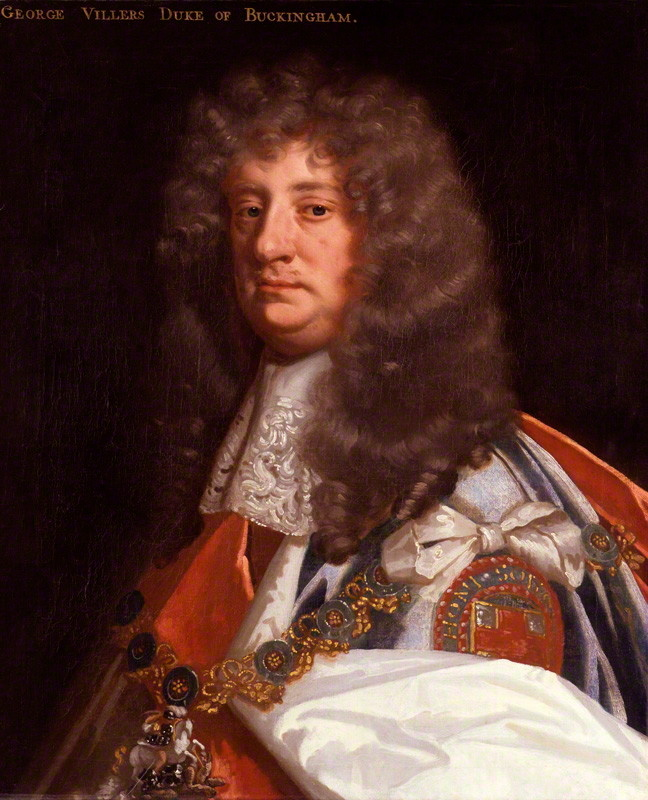
Герцог Бакингем (2nd Duke of Buckingham 1628—1687)
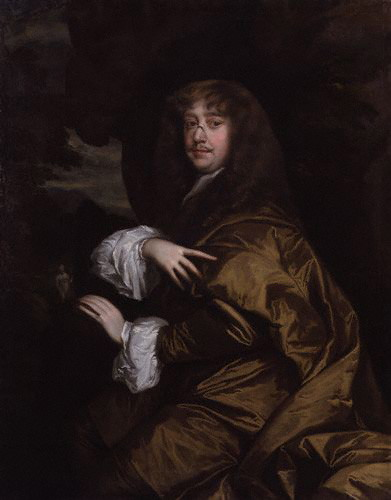
Генри Беннет 1-й граф Арлингтон (1618—1685)
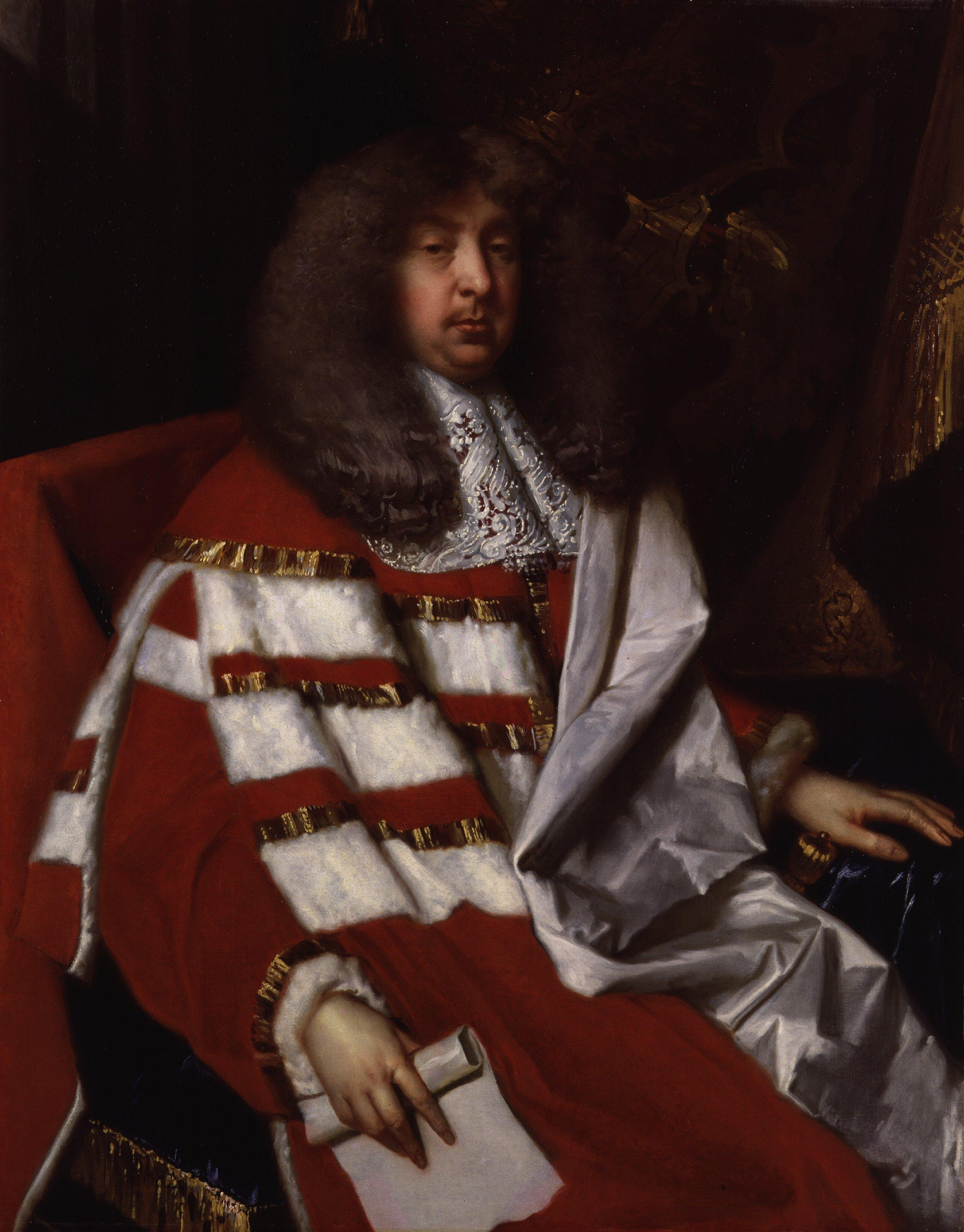
Герцог Лодердейл (1st Duke of Lauderdale, 1616—1682)

## Распределение властных полномочий
Единственным званием Бэкингема было звание королевского шталмейстера с обязанностью надзора за подготовкой короля к путешествию; но он был в постоянном контакте с монархом и центральной фигурой в борьбе «Министерства КАБАЛь» за власть. Между тем Арлингтон и Лодердейл в течение нескольких лет удерживали за собой два из трёх министерств, несмотря на возражения Кларендона. Лодердейл теперь имел ещё большую свободу действий в шотландских делах и усилил своё влияние при дворе, тогда как Арлингтон взял на себя ведущую роль в международных делах. Хотя герцог Олбермейль был первым лордом казначейства до самой своей смерти в 1670 году, он уже отошёл от дел, и финансовые вопросы были оставлены на трёх специальных уполномоченных: канцлера казначейства лорда Эшли, попечителя домашнего хозяйства сэра Томаса Клиффорда и представителя Эшли в казначействе сэра Джона Данкомба. Роль лорда-канцлера была первоначально занята сэром Орландо Бриджменом.

## Раскол и падение
Союз пяти начал раскалываться в 1672 году, когда утверждались Королевская декларация религиозной терпимости, финансирование Третьей англо-голландской войны и политика англо-французских отношений. Между Бэкингемом и Арлингтоном обострились личное соперничество и конфликт из-за внешней политики. Министерство стало очень непопулярным, отмечено произволом. К концу года Эшли, теперь граф Шефтсбери, стал лордом-канцлером, передав дела казначейства Клиффорду и Данкомбу. Он публично продавливал кардинальную реформу правительства, приняв сторону оппозиции против своих коллег и короля. Из-за борьбы Клиффорд ушёл в отставку и удалился от общественной жизни. Шефтсбери был заменен Томасом Осборном, который вскоре, летом 1673 года, стал графом Дэнби и немедленно утвердил свою власть над оставшимися членами «Министерства Кабаль». Вражда Бэкингема с Арлингтоном привела к утечке сведений из секретного Дуврского договора, и в 1674 году Бэкингем впал в немилость. Арлингтон оставался «южным секретарём» до сентября. Лодердейл сохранил свои позиции и автономную власть в Шотландии, став врагом Шефтсбери. Шефтсбери стал агитировать против короля и его брата, герцога Йоркского, будущего короля Якова II; он на короткое время вернулся в правительственный Тайный совет и взял на себя инициативу в формировании политической группы, которая в конечном счете станет известной как партия вигов.